# Anna Pobóg-Lenartowicz
Anna Pobóg-Lenartowicz (ur. 1959 r. w Czarnowąsach) – polska historyk specjalizująca się w archiwistyce, historii Śląska, historii średniowieczna Polski; nauczyciel akademicki, związana z Uniwersytetem Opolskim.

## Życiorys
Urodziła się w 1959 roku w Czarnowąsach, jednak wychowała się w Opolu, z którym związała swoją przyszłość. Ukończyła tu szkołę podstawową, a następnie kontynuowała naukę w III Liceum Ogólnokształcącym, które ukończyła w 1978 roku. Po pomyślnie zdanym egzaminie dojrzałości podjęła studia historyczne na Instytucie Historycznym Uniwersytetu Wrocławskiego, które zakończyła w 1982 roku. Po uzyskaniu tytułu magistra powróciła do rodzinnego Opola, gdzie pracowała jako nauczycielka historii i języka łacińskiego w macierzystym III Liceum Ogólnokształcącym. W 1992 roku uzyskała stopień naukowy doktora nauk humanistycznych w zakresie historii o specjalności archiwalnej na podstawie pracy pt. Uposażenie i działalność gospodarcza klasztoru NMP na Piasku we Wrocławiu do początku XVI wieku, napisanej pod kierunkiem prof. Wacława Korty. W tym samym czasie rozpoczęła współpracę z Wyższą Szkołą Pedagogiczną im. Powstańców Śląskich w Opolu (od 1994 roku Uniwersytet Opolski) jako nauczyciel akademicki. W 1999 roku otrzymała stopień naukowy doktora habilitowanego nauk humanistycznych w zakresie historii o specjalności historia średniowiecza Polski na podstawie pracy pt.: Kanonicy regularni na Śląsku. Ponadto jest kierownikiem Katedry Historii Średniowiecznej UO.
W 2006 roku objęła funkcję dyrektora Instytutu Historii na Wydziale Historyczno-Pedagogicznym UO po śmierci prof. Leszka Kuberskiego, którą pełniła do 2012 roku. Tytuł profesora nauk humanistycznych uzyskała w kwietniu 2008 roku.
Wiceprezes Polskiego Towarzystwa Historycznego.W 2024 został wyróżniony Złotym Medalem Polskiego Towarzystwa Historycznego

## Publikacje
- Uposażenie i działalność gospodarcza klasztoru kanoników regularnych NMP na Piasku we Wrocławiu do początku XVI w. (1994)
- Kanonicy regularni na Śląsku : życie konwentów w śląskich klasztorach kanoników regularnych w średniowieczu (1999)
- Święty Wojciech (2002)
- A ich czyny były liczne i godne pamięci. Konwent klasztoru kanoników regularnych NMP na Piasku we Wrocławiu do początku XVI wieku (2007)